# トミー・ポッター

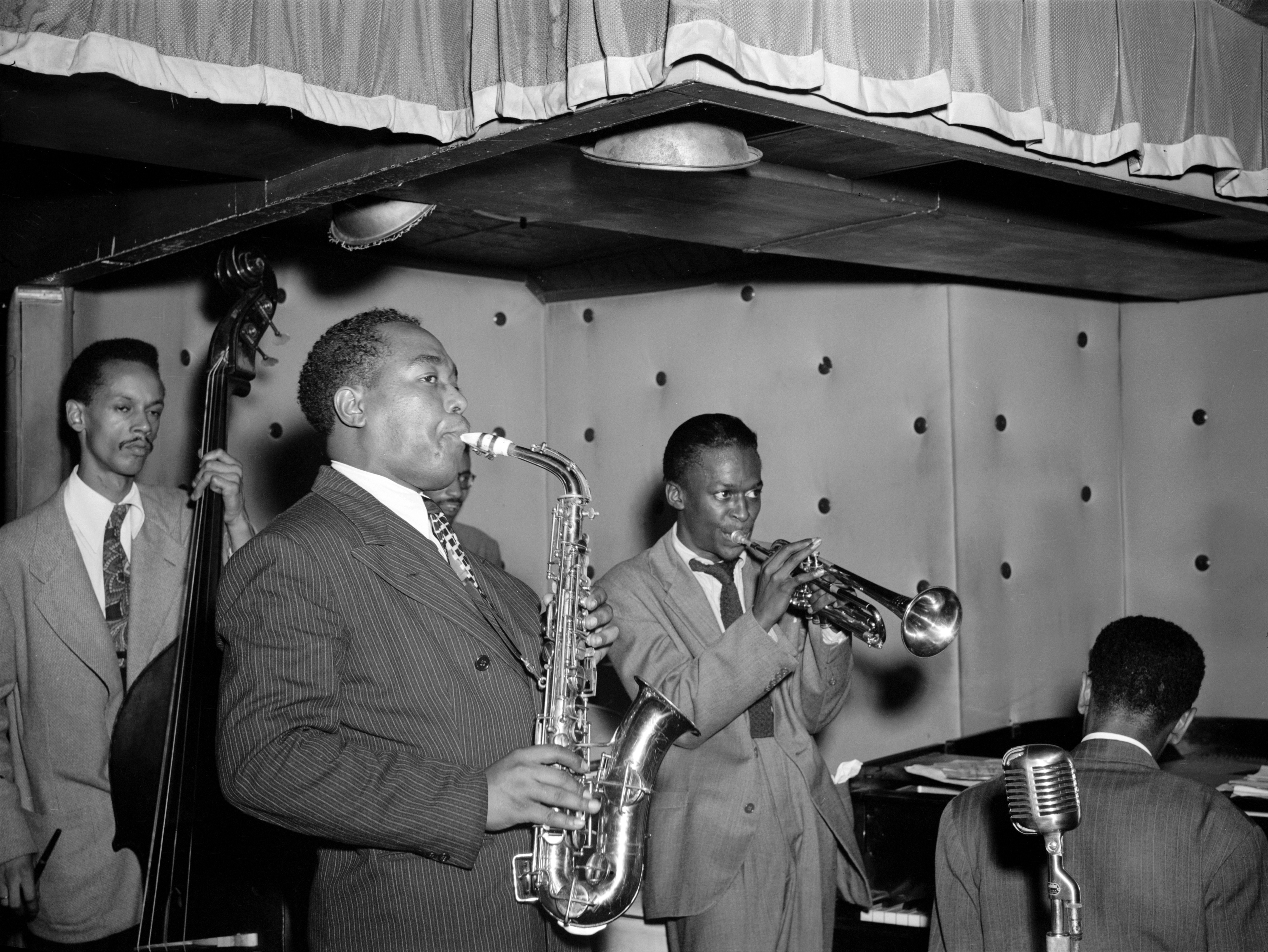
トミー・ポッター（左端）、右へチャーリー・パーカー、マイルス・デイヴィス、デューク・ジョーダン（後ろ姿）、マックス・ローチは、パーカーの背後にほとんど隠れている。1947年8月ころ。
撮影：ウィリアム・P・ゴットリーブ

トミー・ポッター（Tommy Potter、1918年9月21日 - 1988年3月1日）は、ジャズのダブルベース奏者。特に1947年から1950年にかけて、マイルス・デイヴィスとともに、チャーリー・パーカーの「クラシック・クインテット (classic quintet)」の一員であったことで知られた。

## 経歴
フィラデルフィアに生まれ、育ったポッターは、16歳で心臓病を患い2年間の入院生活を送ったが、病を克服し、その後にベースの演奏を体得し、ニューヨークのジャズ・シーンで活動を始めた。
ディジー・ガレスピー、ラッキー・トンプソン、アート・ブレイキーも参加していたビリー・エクスタインのバンドで、1944年にパーカーと初めて共演した。1947年から1950年にかけて、マイルス・デイヴィス、デューク・ジョーダン、マックス・ローチとともに、チャーリー・パーカーのクインテットに参加した。
ポッターが活動した時期は、スウィング・ジャズからモダン・ジャズへの移行期、両者が並行する時期であったが、特に1950年代前半のポッターはその両方の分野の数多くのジャズ・ミュージシャンたちと共演し、録音を残し、その中には、アール・ハインズ、アーティ・ショウのようにスウィングの代表的なミュージシャンたちもいた。この他、ポッターが共演したミュージシャンたちの中には、バド・パウエル、カウント・ベイシー、ソニー・ロリンズ、スタン・ゲッツ、マックス・ローチ、エディ・ヘイウッド、タイリー・グレン、ハリー・“スウィーツ”・エディソン、バック・クレイトン、チャールズ・ロイドらが含まれていた。
唯一のリーダー作は、1956年にストックホルムで録音されスウェーデンのメトロノーム・レコードからリリースされた78回転盤の音源を編集したアルバム『トミー・ポッターズ・ハード・ファンク』で、1958年にLPとしてリリースされ、後にはライブ音源を加えた『Hard Funk In Sweden』として2009年にCDがリリースされた。
ポッターは、1960年代半ばに、家族との時間をもつためとして、フルタイムのミュージシャンとしての生活をやめて普通の仕事に就き、休日などにしか演奏しなくなった。その後、さらに関節炎を患い、まったく演奏しなくなった。

## ディスコグラフィ

### リーダー・アルバム
- 『トミー・ポッターズ・ハード・ファンク』 - Tommy Potter's Hard Funk (1956年、East-West)
  - Hard Funk In Sweden (2009年、Jazz Connections) ※ライブ音源などを追加したCD再発盤

### 参加アルバム
セロニアス・モンク / ソニー・ロリンズ / アート・テイラー
- 『セロニアス・モンク・アンド・ソニー・ロリンズ』 - Thelonious Monk and Sonny Rollins (1956年、Prestige)

ジーン・アモンズ
- 『ウーフィン&トゥイーティン』 - All Star Sessions (1956年、Prestige) ※1950年-1955年録音

アル・コーン
- 『コーンズ・トーンズ』 - Al Cohn's Tones (1956年、Savoy) ※1950年録音

トミー・フラナガン
- 『トミー・フラナガン・トリオ』 - The Tommy Flanagan Trio (1960年、Moodsville)

ジミー・フォレスト
- 『アウト・オブ・ザ・フォレスト』 - Out of the Forrest (1961年、Prestige)
- Sit Down and Relax with Jimmy Forrest (1961年、Prestige)
- Most Much! (1961年、Prestige)
- Soul Street (1962年、New Jazz)

スタン・ゲッツ
- 『スタン・ゲッツ・カルテッツ』 - Stan Getz Quartets (1955年、Prestige) ※1949年-1950年録音
- The Complete Roost Recordings (1997年、Blue Note) ※1950年-1954年録音

ウィリス・ジャクソン
- Please Mr. Jackson (1959年、Prestige)
- 『クール・ゲイター』 - Cool "Gator" (1959年、Prestige)
- Blue Gator (1959年、Prestige)
- Together Again! (1965年、Prestige) ※1959年録音 with ジャック・マクダフ
- Together Again, Again (1966年、Prestige) ※1959年録音 with ジャック・マクダフ

ジョー・ジョーンズ
- Vamp 'til Ready (1960年、Everest)

セシル・ペイン
- 『パターンズ・オブ・ジャズ』 - Patterns of Jazz (1956年、Savoy)

フレディ・レッド
- 『フレディ・レッド・イン・スウェーデン』 - Freddie Redd in Sweden (1956年)

ソニー・スティット
- 『カレイドスコープ』 - Kaleidoscope (1957年、Prestige) ※1950年録音
- 『スティッツ・ビッツ』 - Stitt's Bits (1958年、Prestige) ※1950年録音
- Stitt in Orbit (Roost, 1962年、)

ジョー・ウィリアムス
- Together (1961年、Roulette) ※with ハリー・"スウィーツ"・エディソン

フィル・ウッズ
- 『4アルトズ』 - Four Altos (1957年、Prestige) ※with ジーン・クイル、サヒブ・シハブ、ハル・スタイン